# Riu de sang
Riu de sang (títol original en anglès The Big Sky) és una pel·lícula del gènere western de 1952 dirigida per Howard Hawks i interpretada per Kirk Douglas. Ha estat doblada al català.

## Argument
És l'any 1832 als Estats Units. Un home anomenat Jim Deakins es troba amb el jove i hostil Boone Caudill. Després d'una enemistat al començament ells es tornen amics i es van a Saint Louis que està prop de la desembocadura del riu Missouri. Allí Boone vol trobar-se amb el seu oncle Zeb Calloway.
Una vegada trobat ell els contracta per a anar juntament amb el seu soci "Francés" Jourdonnais i altres cap a una expedició en el riu Missouri amb el propòsit d'arribar al final del riu, que està situat a unes 2.000 milles, i establir allí relacions comercials amb els blackfoot, cosa que ningú fins llavors ha pogut fer per tenir ells desconfiança cap als blancs.
Per a fer-ho possible s'emportaran a una noia índia, Ulls de Garsa, amb ella. És filla d'un cap d'aquesta tribu que vol tornar a casa després d'haver estat segrestada per una tribu enemiga i salvada posteriorment pel "Francès". Arribant amb ella significaria l'amistat amb ells i l'obertura de relacions comercials per a obtenir pells d'aquestos, la qual cosa els donaria molts guanys, cosa que la cobejosa Companyia de Pells de Missouri, que té el monopoli sobre aquest tema, no vol.
El viatge cap allí resulta molt perillós. El cap de la companyia de pells, Louis MacMasters, que sap de l'expedició, vol a través del seu subaltern Streak i dels seus homes evitar costi el que costi l'èxit de l'expedició per a no perdre el monopoli i amb això molts diners. Per això envia a Streak per a aconseguir-ho amb mitjans criminals.
Finalment, Streak fins i tot incita als crow, enemics dels blackfoot, a atacar-los per a això però són rebutjats per l'expedició. Finalment també són crivellats per les persones de l'expedició quan van trobar en una posterior trobada amb ells una prova clara del que van fer per a evitar que els matin per haver-los descobert. Després continuen amb l'expedició.
Finalment arriben al país dels blackfeet i són rebuts com havien esperat. Després d'aconseguir pells ells es tornen a casa amb el propòsit de tornar l'any que ve una altra vegada amb el mateix propòsit. Mentrestasant Boone, que tenia animadversió cap als indis, i Ulls de Garsa s'enamoren. Ell es queda amb ella i els blackfoot, deixa al costat aquesta animadversió i es casa amb ella mentre que també se separa de Jim com a amic.

## Repartiment
- Kirk Douglas: Jim Deakins
- Dewey Martin: Boone Caudill
- Arthur Hunnicutt: Zeb Calloway
- Elizabeth Threatt: Teal Eye
- Buddy Baer: Romaine
- Stephen Geray: Jourdonnais
- Hank Worden: Poor Devil
- Jim Davis: Streak
- Henri Letondal: Labadie
- Robert Hunter: Chouquette

## Premis i Nominacions

### Nominacions[3]
- Oscar al millor actor secundari (Arthur Hunnicutt)
- Oscar a la millor fotografia en blanc i negre (Russell Harlan)